# إدمون نعيم
إدمون وديع نعيم (1918 - 23 يناير 2006)، سياسي ورجل قانون لبناني وحاكم سابق لمصرف لبنان. شغل منصب عميد كلية الحقوق ثم منصب الرئيس في الجامعة اللبنانية. تولى منصب حاكم مصرف لبنان بين سنتي 1985 و 1991. انتسب بين 1951 و 1963 إلى الحزب التقدمي الاشتراكي. شارك في الانتخابات النيابية سنتي 1957 و 1960 دون أن يحالفه النجاح. أصبح سنة 1994 محاميا لسمير جعجع. انتخب نائبا في المجلس النيابي اللبناني في 12 يونيو 2005 وترأس بصفته رئيس السن الجلسة الأولى للمجلس. توفي بتاريخ 23 يناير 2006. انتخب بدلاً منه د.بيار دكاش بالتزكية.

## وصلات خارجية
- مقال عن إدمون نعيم في جريدة النهار.
- ردود الفعل بعد وفاته